# Kosovce
Kosavë en albanais et Kosovce en serbe latin (en serbe cyrillique : Косовце) est une localité du Kosovo située dans la commune/municipalité de Dragash/Dragaš et dans le district de Prizren/Prizren. Selon le recensement de 2011, elle compte 905 habitants, dont 904 Albanais.
Selon le découpage administratif de la Serbie, la localité fait partie de la municipalité de Prizren. Kosavce est également connu sous le nom de Kosavce.

## Démographie

### Évolution historique de la population dans la localité
| 1948 | 1953 | 1961 | 1971 | 1981 | 1991  | 2011 |
| ---- | ---- | ---- | ---- | ---- | ----- | ---- |
| 488  | 486  | 525  | 720  | 912  | 1 033 | 905  |

|  |